# Liste der Monuments historiques in Linthes
Die Liste der Monuments historiques in Linthes führt die Monuments historiques in der französischen Gemeinde Linthes auf.

## Liste der Objekte
| Bezeichnung                          | Beschreibung                                                             | Standort                       | Kennzeichnung | Schutzstatus | Datum | Bild |
| ------------------------------------ | ------------------------------------------------------------------------ | ------------------------------ | ------------- | ------------ | ----- | ---- |
| Skulptur Petrus in päpstlichem Ornat | Stein, farbig gefasst, 16. Jahrhundert                                   | in der Kirche St-Pierre (Lage) | PM51003692    | Inscrit      | 2017  |      |
| Skulptur Heiliger Hubertus           | Stein, farbig gefasst, 16. Jahrhundert                                   | in der Kirche St-Pierre (Lage) | PM51003693    | Inscrit      | 2017  |      |
| Skulptur Madonna mit Kind            | Holz, farbig gefasst, 18. Jahrhundert                                    | in der Kirche St-Pierre (Lage) | PM51003691    | Inscrit      | 2017  |      |
| Tabernakel                           | mit zwei Skulpturen; Holz, farbig gefasst und vergoldet, 18. Jahrhundert | in der Kirche St-Pierre (Lage) | PM51003746    | Inscrit      | 2015  |      |